# Tomas Navikonis
Tomas Navikonis, född 12 april 2003, är en litauisk simmare.

## Karriär
Vid EM 2024 i Belgrad var Navikonis en del av Litauens lag som tog guld och noterade ett nationsrekord på 4×200 meter frisim.